# 莱蒙 (南达科他州)
莱蒙（英語：Lemmon）是美国南达科他州下属的一座城市。根据2010年美国人口普查，该市有人口1,233人。论人口在本州排行第53。